# ستان كيس
ستان كيس (بالإنجليزية: Stan Case) هو منتج راديو ‏ ومحامي وصحفي أمريكي، ولد في 1970 في براغ في الولايات المتحدة، وتوفي في 22 نوفمبر 2011 في برمنغهام في الولايات المتحدة.